# Mazzar Records
Mazzar Records — независимый российский музыкальный лейбл, основанный в Москве в 2005 году на базе бренда Mystic Empire и существовавший до 2020 года. Специализировался на «тяжёлой» музыке всех направлений. 

## Виды деятельности
Печать дисков и атрибутики; реализация продукции через сеть дистрибьюторов; организация концертов и гастролей; реклама и продвижение артистов; контакты со СМИ; помощь с записью, музыкальным оборудованием, дизайном и прочими сопутствующими работами.

## История
Первым релизом, выпущенным на Mazzar Records, был альбом «The Black Mountain Call» самарских металлистов Devilish Distance. Однако отечественные группы не стали главным направлением нового лейбла, он сосредоточился на выпуске альбомов зарубежных групп. Первоначально Mazzar Records приобретал лицензии на выпуск дисков малоизвестных команд у заграничных андеграундных метал-лейблов, попутно издавая релизы российских исполнителей, таких как Manic Depression, Perimeter, Stardown, Inexist, Korea, игравших модный в ту пору металкор. 
В 2006 году был подписан контракт с лейблом Massacre, представлявшем таких артистов как Catamenia, Edenbridge, Legion of the Damned, а также с лейблом Relapse Records, работавшим с Amorphis, Misery Index и Exhumed. В 2007 году Mazzar Records заключил контракт с Century Media; самые продаваемые диски лейбла (альбомы Dark Tranquillity, Arch Enemy, Krisiun, Iced Earth, Samael, Paradise Lost, Tiamat, Angel Dust, Asphyx) шли именно из этого источника. При этом контракты, заключённые Mazzar Records с этими лейблами, не были эксклюзивными. Так, артистов Massacre в России уже издавала Art Music Group, Relapse Records — Irond Records, а артисты Century Media выходили на лейбле «Фоно». Сотрудничество зарубежных издателей одновременно с двумя российскими лейблами некоторое время шло параллельно, из-за чего случались и «дубли» — Mazzar Records издавал по лицензии те альбомы, которые уже были выпущены ранее другими российскими фирмами (например, единственный альбом Betray My Secrets сначала был издан Irond’ом, а затем Mazzar’ом). За 2006 и 2007 годы лейблом было выпущено почти 400 релизов на CD.
В 2008 году Mazzar Records заключил контракт с австрийским лейблом Napalm Records, вторым по значению метал-лейблом Европы. Elis, Summoning, Vintersorg, Grave Digger, Battlelore в России начали издаваться на Mazzar’е. 
До 2009 года Mazzar Records работал в содружестве с брендом Mystic Empire, непосредственно осуществлявшим производство выпускаемой продукции. В этот период каталожные номера у релизов Mazzar’а имели кодировку MYST CD XXX (где ХХХ — это порядковый номер релиза). В 2009 году Mazzar по неизвестной причине прекратил сотрудничество с Mystic Empire, после чего кодировка каталожных номеров сменилась на MZR CD XXX.
Несмотря на то, что в 2010 году в связи с развитием технологий и Интернета рынок CD в России рухнул, и главные конкуренты Mazzar Records начали сворачивать активную деятельность, лейбл уверенно держался на плаву до 2017 года, массово выпуская на российский рынок самый популярный зарубежный метал и периодически издавая альбомы отечественных групп (в этот период к Mazzar Records присоединились Catharsis и Butterfly Temple). Однако в 2017 году Napalm Records и Century Media расторгли контракты с лейблом, выбрав в качестве своих официальных представителей «Студию Союз», что сильно подорвало коммерческий успех Mazzar’а и резко сократило количество выпускаемых релизов. 
В 2019 году на Mazzar Records вышло всего пять релизов. В 2020 году — всего два, после чего какая-либо деятельность была прекращена. Последним релизом лейбла стало переиздание старого альбома «De Profundis» польской группы Vader, имеющее каталожный номер MZR CD 856.

## Издаваемые артисты
- 3 Inches of Blood
- Agathodaimon
- Alcatrazz
- Amorphis
- Angel Dust
- Annihilator
- Arch Enemy
- Asphyx
- Atargatis
- Autumn
- Ayreon
- Battlelore
- Batushka[7]
- Betray My Secrets
- Beyond Twilight
- Blinded Colony
- Borknagar
- Butterfly Temple
- Cain
- Catamenia
- Catharsis
- Cavalera Conspiracy
- Cynic
- Cipher System
- Construcdead
- Dark Funeral
- Dark Tranquillity
- Deadlock
- Delain
- Domina Noctis
- Dream Evil
- Edenbridge
- Einherjer
- Elis
- End of Green
- Everlost[8]
- Excalion[англ.]
- Exhumed
- Fear My Thoughts
- Finsterforst
- Gaia Epicus
- Gods Tower[9]
- Grave Digger
- Grenouer
- Hatesphere
- Heavenwood
- Heidevolk
- Iced Earth
- Inexist
- In Flames
- Jack Frost
- Jorn
- Katatonia
- Kivimetsän Druidi
- Korea
- Krisiun
- Lacrimas Profundere[англ.]
- Legion of the Damned
- Limbonic Art
- Liv Kristine
- Manic Depression
- Mekong Delta
- Mercyful Fate
- Misery Index
- Mortal Love
- My Darkest Hate
- My Dying Bride
- Nanowar
- Necroart
- Nocturnal Rites
- Novembers Doom
- Obituary
- Old Man’s Child
- Pain
- Paradise Lost
- Perimeter
- Phenomena
- Pyramaze
- Queensrÿche
- Raunchy
- Russkaja
- Rutthna
- Sacred Steel
- Saltatio Mortis
- Samael
- Satyricon
- Shape of Despair
- Sinister
- Skinlab
- Sons of Seasons
- Soulburn
- Stardown
- Summoning
- Sundown
- Tantal[нем.]
- The Crown
- The Flight Of Sleipnir
- The Gentle Storm
- Thy Majestie
- Tiamat
- Tristania
- Tristwood[англ.]
- Ulver
- Unleashed
- Vader
- Varg
- Vintersorg
- Witchery
- Withered
- Wolf[англ.]
- Wolfchant
- Xandria
- Zimmers Hole[англ.]
- Кирилл Немоляев и  Константин Селезнёв[10]